# Cele șapte trâmbițe

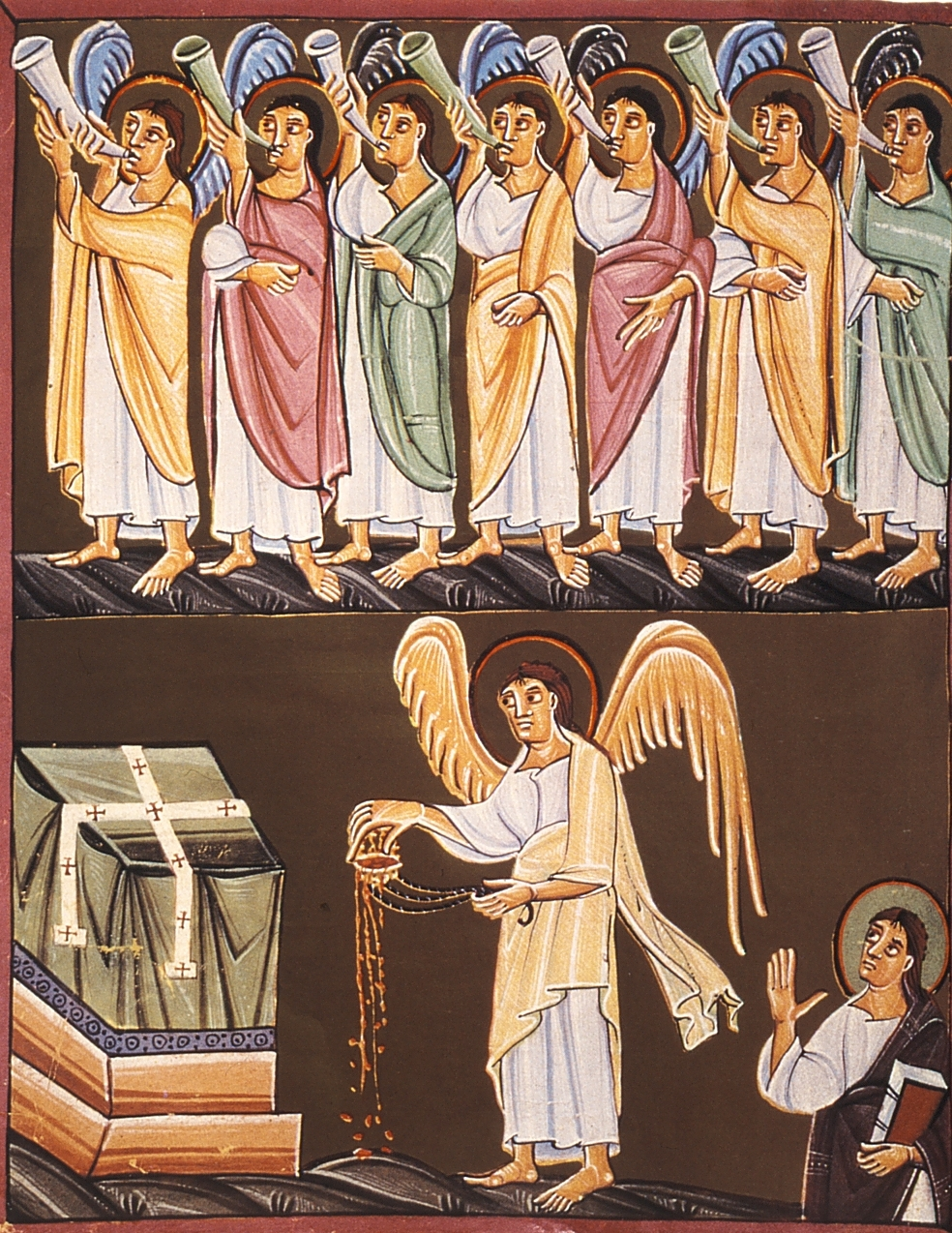
Cei șapte îngeri cu șapte trâmbițe și îngerul cu cădelniță, din Apocalipsa Bamberg.

În Cartea Apocalipsei, șapte trâmbițe (sau trompete) sunt sunate de îngeri, una câte una, pentru a indica evenimentele apocaliptice văzute de Ioan de Patmos (Apocalipsa 1:9) în viziunea sa (Apocalipsa 1:1). Cele șapte trâmbițe sunt sunate de șapte îngeri, iar evenimentele care urmează sunt descrise în detaliu în Apocalipsa capitolele 8-11. Conform Apocalipsa 8:1-2 îngerii sună aceste trâmbițe după ruperea celei de-a șaptea pecete. Aceste peceți au asigurat documentul apocaliptic ținut în mâna dreaptă a Celui ce stă pe scaunul de domnie.
Trâmbițele sunt denumite în greaca comună ca σάλπιγξ (sálpinx, salpinx); acesta era un tub drept, îngust din bronz, cu un muștiuc din os și un clopot; nu se aseamănă cu trâmbițele moderne. Ultimele trei trâmbițe sunt uneori numite „trâmbițe vai, vai, vai” (trâmbițele nenorocirilor).

## Semnificație

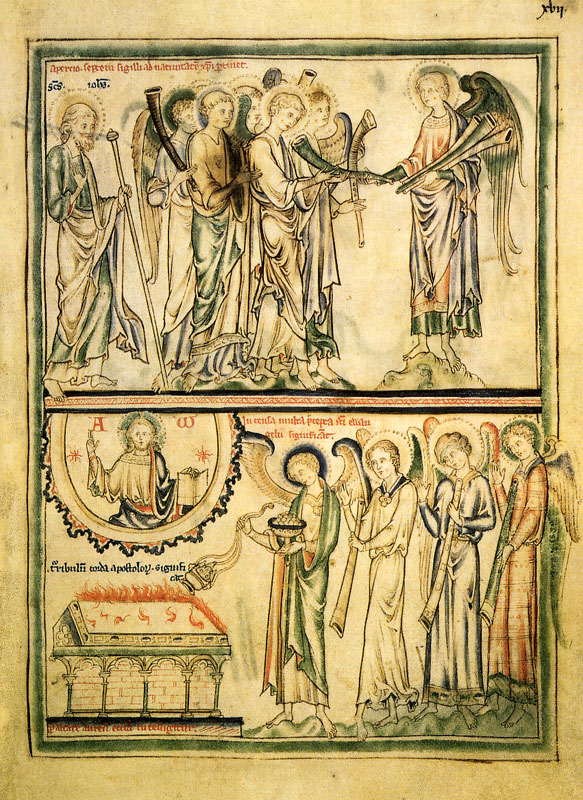
Îngerii primesc cele șapte trâmbițe. Apocalipsa Pierpont, circa 1255 d.Hr

După Exod, Dumnezeu l-a pus pe Moise să facă două trâmbițe de argint, (Numeri 10:2), numite mai târziu Chazozra⁠(d). Cornul sacru tradițional al evreilor antici era shofarul⁠(d), făcut din corn de berbec.

### Prima trâmbiță
Mielul a rupt pecetea a șaptea și s-a făcut în cer o tăcere de aproape o jumătate de ceas. Cei șapte îngeri care stau înaintea lui Dumnezeu li s-au dat șapte trâmbițe. 
La sunetul primei trâmbițe, grindină și foc amestecat cu sânge sunt aruncate pe Pământ, arzând o treime din copacii de pe planetă și toată iarba verde.

### A doua trâmbiță

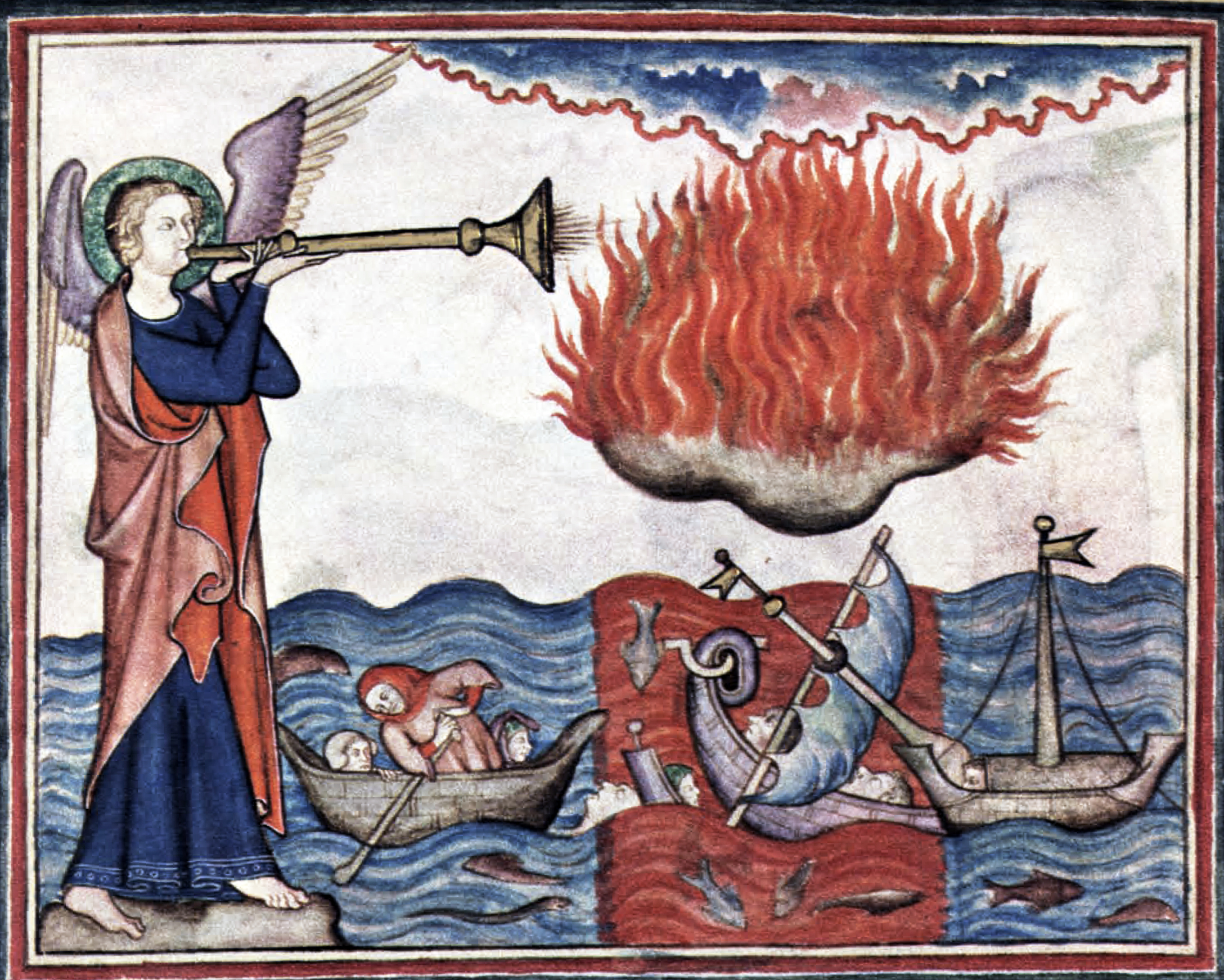
Apocalipsa Mănăstirii (circa 1330), un înger sună a 2-a trâmbiță și plouă cu foc pe mare. Trâmbița este un ', adoptat din musulman de către creștini după ce cele două părți au luptat în Reconquista și cruciade.

Odată cu sunetul celei de-a doua trâmbițe, ceva descris drept „un munte mare de foc aprins a fost aruncat în mare” și transformă o treime din oceane în sânge. Curând după aceea, o treime din toată viața marină și o treime din toate corăbiile vor fi distruse.

### A treia trâmbiță
Odată cu sunetul celei de-a treia trâmbițe, o mare stea numită Pelin cade pe Pământ, otrăvind o treime din sursele de apă dulce ale planetei, cum ar fi râurile și izvoarele. Mulți vor muri din cauza amărăciunii gustului său.

### A patra trâmbiță
După sunetul celei de-a patra trâmbițe, o treime din lumina care strălucește de la Soare, lună și stele devine întunecată datorită părților „lovite” ale acestor corpuri cerești. Această catastrofă provoacă întuneric total o treime din zi, o treime în timpul nopții. Aceasta este trâmbița finală care sună înaintea celor trei de vai, cunoscute și sub numele de trâmbițele nenorocirii: a cincea, a șasea și a șaptea.

### A cincea trâmbiță
A cincea trâmbiță este „primul vai” (nenorocire) din cei trei „vai”. Înainte ca această trâmbiță să sune, apare un înger (tradus ca vultur în unele versiuni) și avertizează: „Vai, vai, vai de locuitorii pământului din pricina celorlalte sunete de trâmbiță ale celor trei îngeri care au să mai sune!" 
A cincea trompetă face ca o stea personificată să cadă din cer. Stelei i se dă cheia fântânii adâncului. După deschiderea ei, fumul care se ridică din groapă întunecă aerul și blochează lumina soarelui. Apoi, din fum, se dezlănțuie lăcustele. Lăcustele sunt ca niște cai de luptă cu coadă de scorpion, care au o față de bărbat cu dinți de leu. Părul lor este lung  ca de femeie și zboară cu aripi asemănătoare lăcustelor. Sunt împodobite cu coroane de aur și protejate cu platoșe de fier. Lor le poruncește regele lor, îngerul adâncului Abaddon, să chinuiască pe oricine nu are pecetea lui Dumnezeu pe frunte, folosindu-și cozile asemănătoare scorpionilor. De asemenea, în cele cinci luni de chin li s-a dat putere nu să-i omoare, ci să-i chinuiască cum e chinul scorpiei când înțeapă pe un om.

#### Vederipreteriste
Robert Witham⁠(d), un comentator catolic, și-a publicat în două volume Adnotările despre Noul Testament, în 1733. Comentând capitolul 9, el prezintă două vederi preteriste pentru identificarea lăcustelor cu cozi de scorpion.
1. Este posibil ca lăcustele să fi reprezentat incursiunea goților și a „acelor oameni barbari” care au atacat Imperiul Roman în timpul lui Decius.[14]
2. Este posibil ca lăcustele să fi reprezentat ereticii evrei care s-au lepădat pe Hristos. În special, Teodot, Praxeas⁠(d), Noetus⁠(d), Pavel de Samosata, Sabellius⁠(d) și Arie.[14]

### A șasea trâmbiță
După a cincea trâmbiță, sună și a șasea. Acesta este „al doilea vai” (nenorocire), în care patru îngeri sunt eliberați din legăturile lor de la „marele fluviu Eufrat”. Ei comandă o forță de două sute de milioane de trupe călare ai căror cai emană trei urgii: focul, fumul și pucioasa din gurile lor. Călăreții călare purtau platoșe ca focul, iacintul și pucioasa. Caii au capete de leu și cozile lor sunt ca niște șerpi cu capete. Puterea cailor stă în gurile și în cozile lor. A treia parte a omenirii va fi ucisă de aceste trei urgii.
Între ultimele două trâmbițe, cei „doi martori îmbrăcați în saci vor proroci o mie două sute șaizeci de zile.”

### A șaptea trâmbiță
Sunetul celei de-a șaptea trâmbițe semnalează „al treilea vai” (A doua nenorocire a trecut. Iată că a treia nenorocire vine curând). Aceasta este trâmbița finală și nenorocirea finală. Voci puternice din Ceruri vor spune: „Împărăția lumii a trecut în mâinile Domnului nostru și ale Hristosului Său. Și El va împărăți în vecii vecilor”.

## Interpretări

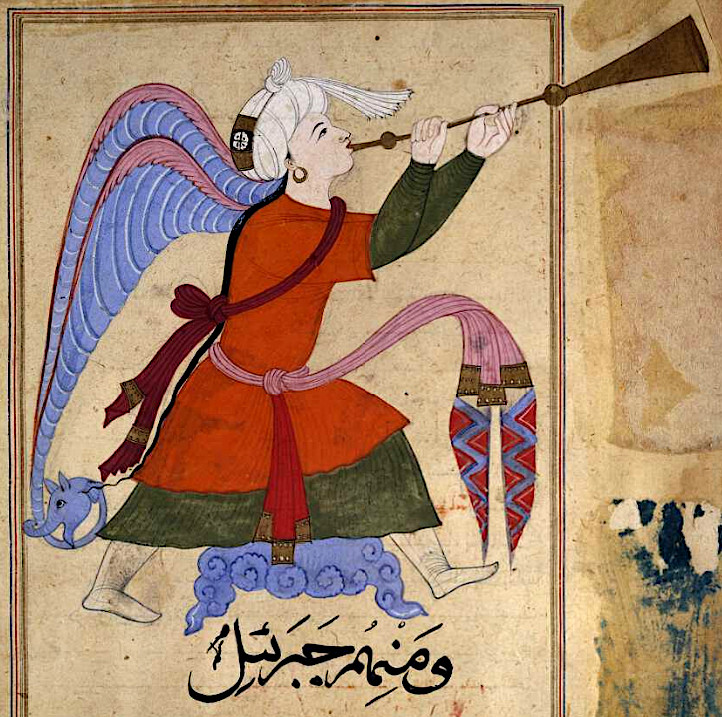
Îngerii care sună în trâmbițe la sfârșitul lumii nu apar doar în teologia creștină. Opera de artă islamică îl prezintă pe Arhanghelul care sună în trâmbița la sfârșitul lumii. Perioada: Dinastia Mamelucilor

În Escatologia creștină, primele șase trâmbițe sunt folosite ca un apel de trezire al păcătoșilor de pe Pământ și un apel la pocăință. Fiecare sunet de trâmbiță aduce cu sine o plagă de o natură mai dezastruoasă decât cea dinaintea ei. Trâmbița este folosită pentru a anticipa și de a spune cititorului că o alertă, un anunț sau un avertisment urmează să aibă loc. A șaptea trâmbiță nu aduce nicio plagă cu ea. Mai degrabă, se sună pentru ca slava să fie dată lui Dumnezeu și împărăția Lui să fie anunțată.
Părerea preteristă este că aceste sunete puternice sunt ca niște trâmbițe de război împotriva Israelului apostat din secolul I și că ele corespund evenimentelor din Războaiele Iudaico-Romane. De exemplu, a doua trâmbiță este națiunea Romei descrisă ca un munte, un simbol folosit pentru națiunile mari din Vechiul Testament, iar distrugerea Galileei a lăsat zona și Marea Galileei plină de sânge și cadavre.
În ceea ce privește al doilea sunet de trâmbiță, apologeții creștini futuriști speculează că „muntele mare de foc aprins care a fost aruncat în mare”, în Apocalipsa 8:8, este un eveniment de impact astronomic al unui posibil obiect din apropierea Pământului.
Creștinii care urmează doctrina răpirii post-tribulaționiste susțin că a șaptea trâmbiță este ultima trâmbiță menționată în I Corinteni 15:52 și că există o corelație puternică între evenimentele menționate în Isaia 27:13, Matei 24. :29-31 și I Tesaloniceni 4:16. Aceste paralele sunt folosite pentru a susține doctrina răpirii care are loc după Necaz (tribulație). Prin urmare, post-tribulationiștii consideră că Răpirea are loc în timpul celei de-a șaptea trâmbițe. Natura celei de-a șaptea trâmbițe arată că „timpul nu mai există și că taina lui Dumnezeu s-a sfârșit”, Apocalipsa 10:6,7. La a șaptea trâmbiță, Iisus conduce și domnește pentru totdeauna, și-a luat marea Sa putere și a domnit  și răsplătește pe cei drepți și îi judecă pe cei răi.  Atât Iisus, cât și Pavel declară că atunci când Iisus vine, răsplata Lui este cu El și El răsplătește pe fiecare după faptele sale, cf. Apocalipsa 22:12, 2 Timotei 4:1.
Potrivit credinței Bahá'í, primul vai este venirea lui Mahomed, al doilea vai este venirea lui Báb, iar al treilea vai este venirea zilei promise a lui Dumnezeu; manifestarea lui Bahá'u'lláh, Profetul-Întemeietor al Credinței Bahá'í. Al șaptelea înger sau trompetă se referă la „suflete umane care au fost înzestrate cu atribute cerești și au fost învestite cu o natură și o dispoziție îngerească” care vor proclama și anunța cu bucurie venirea lui Bahá'u'lláh, promisul Domn al Oștirilor.
Există unii cercetători care descriu o parte din finalul celei de-a doua simfonii a lui Gustav Mahler ca fiind cele șapte trâmbițe, de fapt cântate de patru trompete, tobă, chimvale și trianglu, care sunt în afara scenei.